# Бебана (комуна)
Бебана (рум. Băbana) — комуна у повіті Арджеш в Румунії. До складу комуни входять такі села (дані про населення за 2002 рік):
- Бебана (763 особи)
- Беженешть (37 осіб)
- Гроші (454 особи)
- Котменіца (329 осіб)
- Лупуєнь (164 особи)
- Слетіоареле (376 осіб)
- Чобенешть (706 осіб)

Комуна розташована на відстані 121 км на північний захід від Бухареста, 13 км на захід від Пітешть, 94 км на північний схід від Крайови, 110 км на південний захід від Брашова.

## Населення
За даними перепису населення 2002 року у комуні проживали 2829 осіб. Усі жителі комуни рідною мовою назвали румунську.
Національний склад населення комуни:
| Національність | Кількість осіб | Відсоток |
| -------------- | -------------- | -------- |
| румуни         | 2825           | 99,9%    |
| татари         | 4              | 0,1%     |

Склад населення комуни за віросповіданням:
| Релігія            | Кількість осіб | Відсоток |
| ------------------ | -------------- | -------- |
| православні        | 2804           | 99,1%    |
| лютерани           | 9              | 0,3%     |
| реформати          | 4              | 0,1%     |
| бретрени           | 4              | 0,1%     |
| п'ятдесятники      | 3              | 0,1%     |
| не вказали релігію | 5              | 0,2%     |